# Schaumburg (Illinois)
Schaumburg é uma aldeia localizada no estado americano de Illinois, no Condado de Cook e Condado de DuPage.
A cidade abriga a sede da Motorola e o segundo maior shopping center dos Estados Unidos. A principal fonte de renda da cidade é o turismo.

## Demografia
Segundo o censo americano de 2000, a sua população era de 75.386 habitantes.
Em 2006, foi estimada uma população de 72.690, um decréscimo de 2696 (-3.6%).

## Geografia
De acordo com o United States Census Bureau tem uma área de 49,5 km², dos quais 49,2 km² cobertos por terra e 0,3 km² cobertos por água.

## Localidades na vizinhança
O diagrama seguinte representa as localidades num raio de 8 km ao redor de Schaumburg.